# Коцана (Бари)
Коцана (итал. Cozzana) је насеље у Италији у округу Бари, региону Апулија.
Према процени из 2011. у насељу је живело 1435 становника. Насеље се налази на надморској висини од 221 м.